# Spiegelgracht 38
Spiegelgracht 38 is een gebouw in Amsterdam-Centrum.
Het gebouw staat op de hoek van de Lijnbaansgracht en Spiegelgracht. Het had ooit ook een huisnummer aan de Lijnbaansgracht, maar dit is vervallen. Het gebouw is sinds 1970 een rijksmonument.
Het gebouw zou in de kern dateren uit de 17e eeuw, dat strookt met de plattegrond van Frederik de Wit uit 1688, waar al bebouwing op deze kruising staat ingetekend. Het monumentenregister meldt voorts dat het grondig verbouwd is in de 19e eeuw waarbij een deel van de voorgevel aan de Spiegelgracht vervangen werd. Er kwam destijds een rechte daklijst.
In 2017 is de voorgevel in twee vlakken verdeeld. Er zijn hoog ingesneden ramen, die aangeven dat er in het gebouw een insteekvloer aanwezig is, waarschijnlijk was dat vroeger een gewone etage. De toegangsdeur heeft daarbij een bovenlicht gekregen, die qua hoogte aansluit op de normale vensters. Het bovenlicht bevat een snijraam. Na die ramen volgt een lijst, tot die lijst is de gevel bepleisterd, daarboven zijn gewoon de bakstenen zichtbaar. Na een breed uitkragende daklijst komt het schilddak, waarin een groot dakkapel is geplaatst. Alle ramen hebben een strikte roedenindeling, waarbij die van de eerste etage opvalt; het ruit is verdeeld in negen segmenten, een vaak voorkomende wijze van segmentering in de grachtengordel van Amsterdam. De zijgevel aan de Lijnbaansgracht behelst maar één groot vlak die bepleisterd is, maar ook achter die pleisterlaag bevindt zich baksteen. Hier is een vlakverdeling van ruiten (ook weer in negen segmenten gezet) en twee kleine raampjes, maar ook een groot blind vlak. De ruiten op de begane grond hebben slechts een onderverdeling in zes ruiten, ze sluiten daarbij aan op de toegang tot het souterrain. Tegen deze zijgevel staan twee pothuisjes. Naast de pothuisjes is nog een (nutteloze) deur te zien. Zoals eerder gemeld is het gebouw sinds 1970 een rijksmonument, doch deze gevel dateert van later datum. In 1972 lag de gehele zijgevel eruit en waren de pothuisjes afgebroken, de muur werd vernieuwd en dus ook opnieuw bepleisterd. Vanaf dan is waarschijnlijk ook de voorgevel aangepast naar haar huidige vorm; het huis stond tijdens de verbouwing in de stutten. Op de zijgevel van het grote pothuis is een tegeltableau te zien met een rode kat. Op de voorgevel links boven de deur is een merk aangebracht dat melding maakt van aansluiting voor een brandkraan in de straat ervoor.
Jacob Olie heeft het gebouw in 1890 vastgelegd waarbij het al het huidige uiterlijk (2017) had. Als er in 1962 opnieuw een foto wordt gemaakt is de bepleistering en de "etagelijst" verwijderd; hetgeen inhoudt dat het gebouw in 1972 enigszins is teruggerestaureerd (teruggebracht naar de oudere staat). De begane grond en insteekverdieping hebben lange tijd tot winkel of horecabedrijf gediend, maar dienen al enige tijd tot woonhuis. 

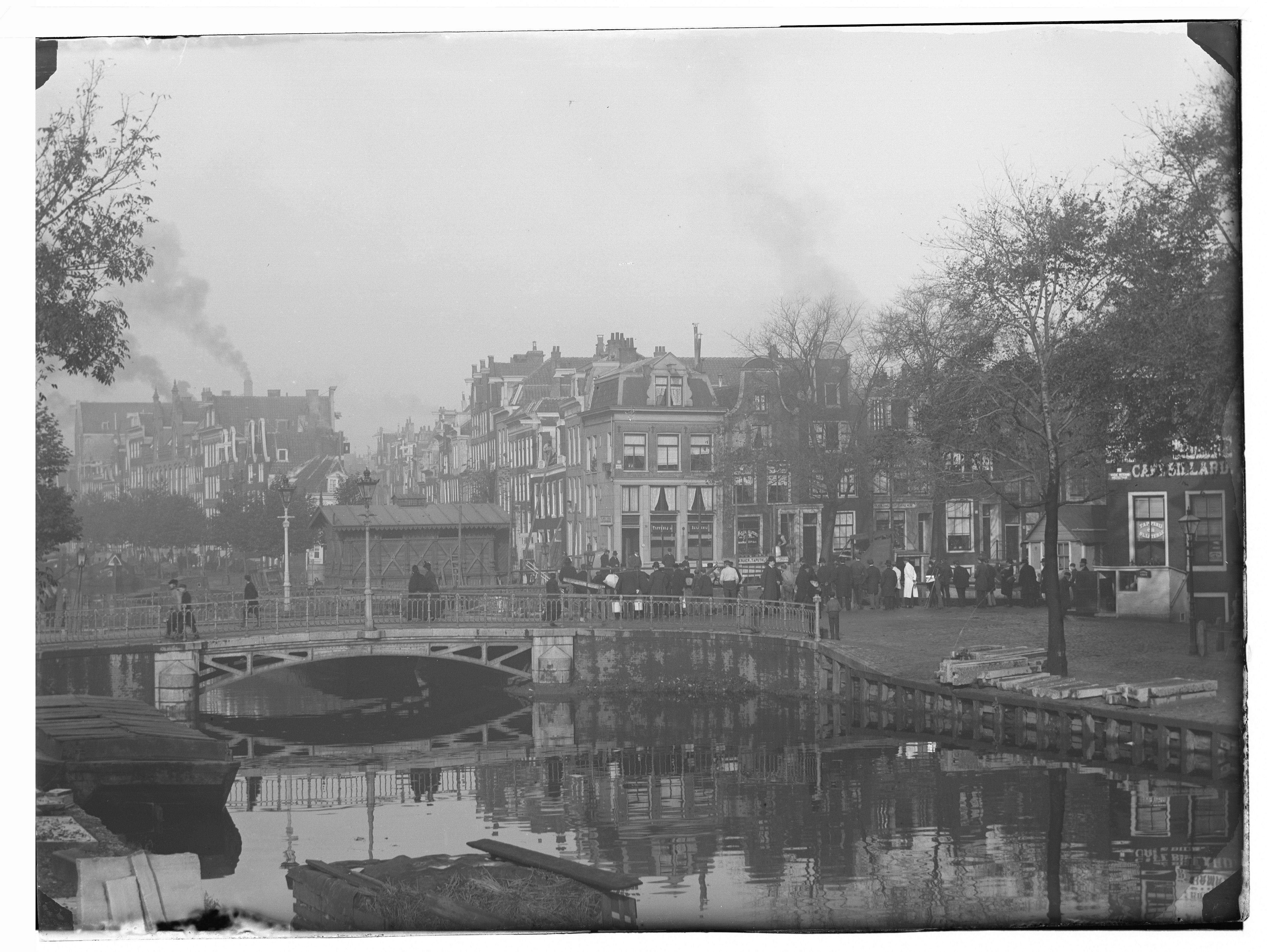
Jacob Olie legde een slijterij/tapperij vast